# Олден (лунный кратер)
Кратер Олден (лат. Alden) — большой древний ударный кратер в южном полушарии обратной стороны Луны. Название присвоено в честь американского астронома Гарольда Олдена (1890—1964) и утверждено Международным астрономическим союзом в 1970 г. Образование кратера относится к нектарскому периоду.

## Описание кратера

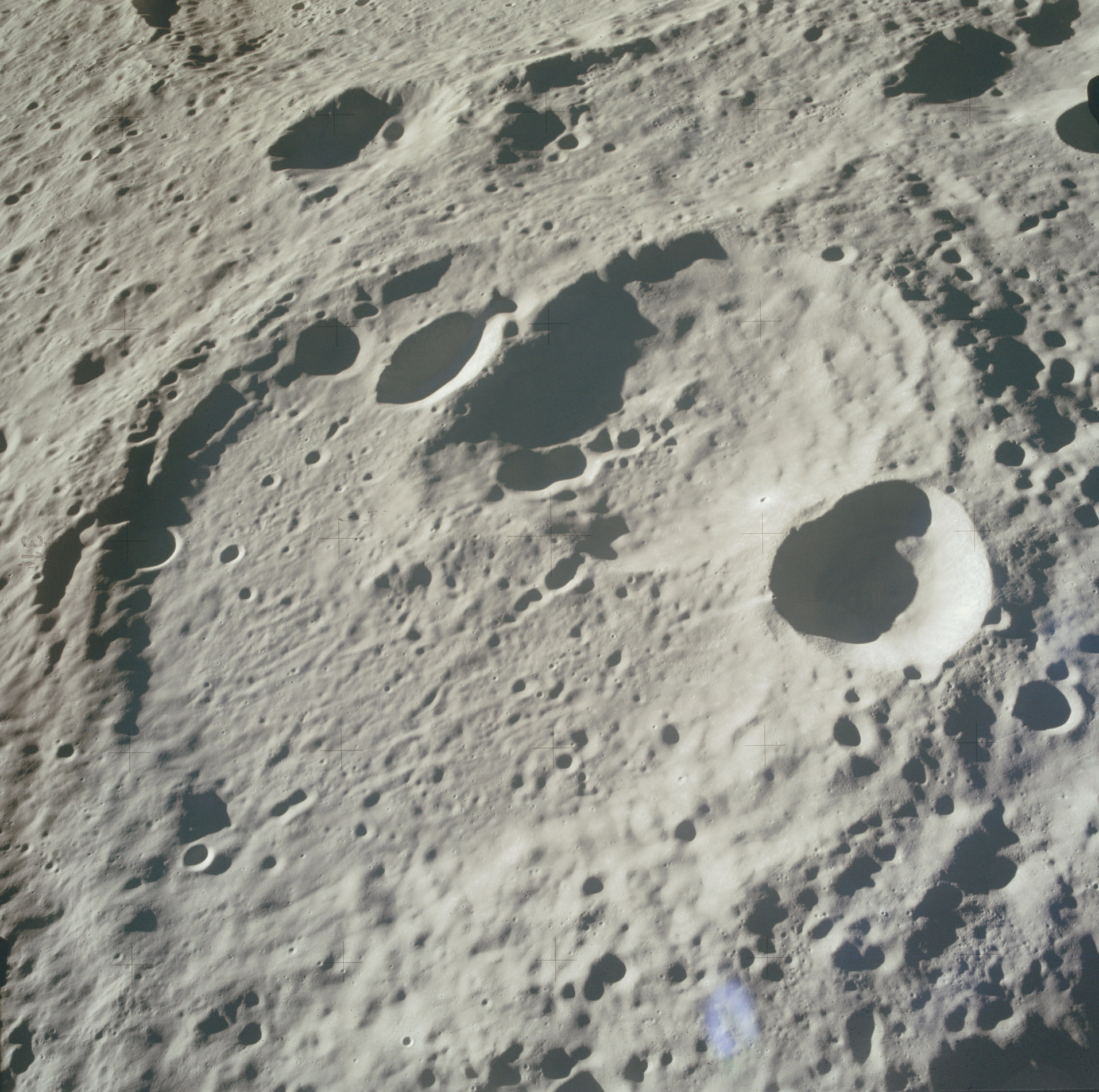
Снимок кратера Олден с борта Аполлона-15.

Ближайшими соседями кратера являются кратер Перельман на западе; кратер Гильберт на севере-северо-западе; кратер Кондратюк на севере-северо-востоке; кратер Ижак на востоке; кратер Шеберле на востоке-юго-востоке и кратер Скалигер на юге-юго-западе. Селенографические координаты центра кратера 23°31′ ю. ш. 111°07′ в. д. / 23,51° ю. ш. 111,11° в. д., диаметр 111,4 км, глубина 2,9 км.

Кратер Олден значительно разрушен за длительное время своего существования превратившись в трудно различимое понижение местности. Северная часть кратера перекрыта сателлитными кратерами Олден V, Олден C и Олден E (см. ниже). Вал сглажен, в южной части почти сравнялся с окружающей местностью, лучше всего сохранилась западная часть вала. Высота вала над окружающей местностью достигает 1290 м, объем кратера составляет приблизительно 4500 км³. Дно чаши относительно ровное, испещрено множеством мелких кратеров.

## Сателлитные кратеры
| Олден | Координаты                                              | Диаметр, км |
| ----- | ------------------------------------------------------- | ----------- |
| B     | 20°36′ ю. ш. 113°07′ в. д. / 20,6° ю. ш. 113,11° в. д.  | 15,1        |
| C     | 22°41′ ю. ш. 111°44′ в. д. / 22,69° ю. ш. 111,74° в. д. | 56,8        |
| E     | 23°25′ ю. ш. 112°49′ в. д. / 23,42° ю. ш. 112,81° в. д. | 26,4        |
| V     | 22°42′ ю. ш. 110°28′ в. д. / 22,7° ю. ш. 110,46° в. д.  | 20,9        |

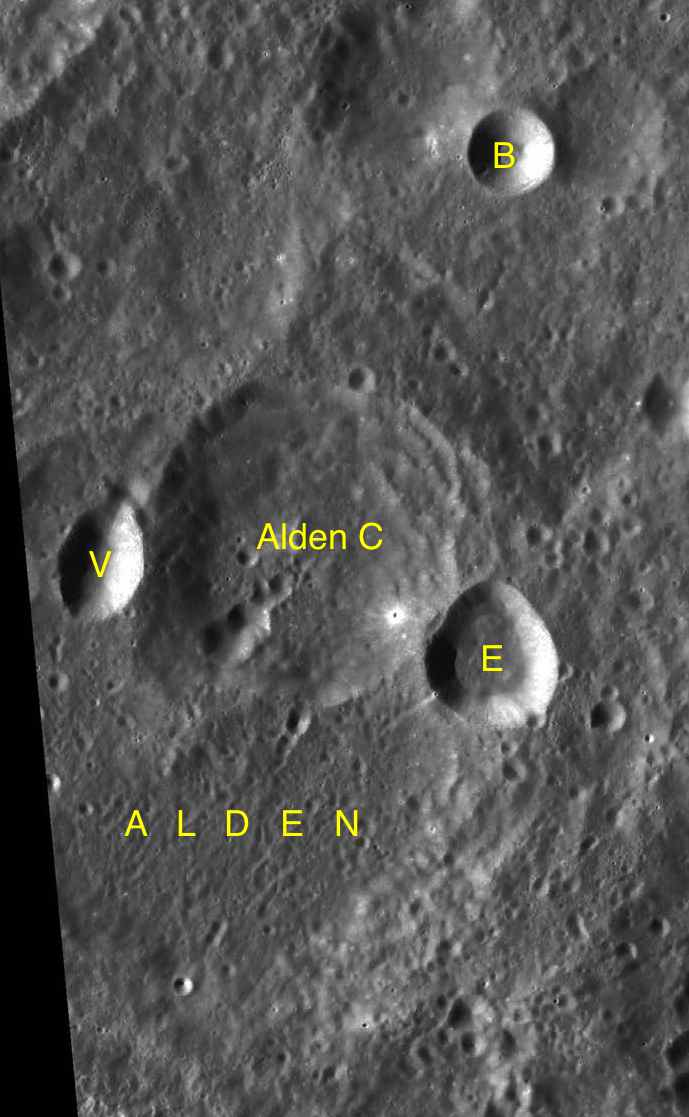
Фрагмент карты LAC-101.

- Образование сателлитного кратера Олден C относится к нектарскому периоду[1].